# Corneliu Zelea Codreanu
Corneliu Zelea Codreanu (nacido Corneliu Zelenski; Huşi, Rumania; 13 de septiembre de 1899-bosque de Tâncăbeşti, 30 de noviembre de 1938) fue un abogado rumano y el líder de la organización fascista y ultraortodoxa rumana Guardia de Hierro. Aunque el nombre de nacimiento de su padre era Ion Zelinski, lo cambió a Ion Zelea Codreanu.
De carácter antisemita, anticomunista y ultranacionalista, la organización actuó en política y Codreanu fue elegido diputado, a la vez que organizó una rama paramilitar, la Guardia de Hierro. Tras la disolución del Parlamento y el establecimiento de una monarquía dictatorial por el rey Carlos II de Rumanía en 1938, Codreanu fue encarcelado junto con otros legionarios; poco después, aparentemente en el curso de un intento de fuga, fue abatido por los guardias, aunque es probable que su asesinato haya sido deliberadamente instigado por el rey.

## Comienzos
Fue hijo de Ion Zelenski, profesor de enseñanza secundaria nacionalista originario de la Bucovina, y de su esposa alemana Elisabeth Brunner. En 1902, Ion cambió su apellido para que sonase más rumano y adoptó el de Zelea, añadiendo un segundo apellido, Codreanu, en referencia a sus orígenes forestales (codru significa bosque en rumano).
A los once años ingresó en el Liceo Militar "Mănăstirea Dealului", al que asistió hasta 1916; intentó alistarse voluntario en el ejército al ingresar Rumania en la Primera Guerra Mundial en 1916, pero, al no tener la edad reglamentaria, fue rechazado; se unió al 25 Regimiento de Infantería de Vaslui, donde su padre servía con el grado de capitán. A la firma del armisticio con las potencias de la Triple Alianza, Codreanu regresó a Moldavia para terminar su formación en el Liceo. El 1 de septiembre de 1917 fue admitido en la Escuela Militar de Botoşani, y en el otoño de 1919 ingresó en la Universidad de Iași para estudiar Derecho. Al poco comenzó a militar en una organización antirrevolucionaria llamada la Guardia de la Conciencia Nacional, dedicada a enfrentarse con los grupos de izquierda, repartir propaganda y tratar de desbaratar las huelgas en la ciudad.

### Carácter de Codreanu
En su época universitaria los trazos de la personalidad de Codreanu quedaron marcados. Hombre atractivo físicamente, alto, atlético y dado a la acción más que a la reflexión; más impulsivo que astuto, mal político profesional, inclinado a reaccionar ante los acontecimientos más que a preverlos; buen organizador y de ideas claras, pero mejor dotado para el mando de grupos pequeños que de grandes movimientos; hábil en situaciones sencillas, pero poco dotado para el análisis de las complejas.

### Primeras acciones
Desde su grupúsculo universitario, Codreanu comenzó a desarrollar sus actividades de acoso a los izquierdistas: asalto a estudiantes, interrupción de obras de teatro «no patrióticas», ataques a diarios y quema de periódicos. Codreanu contó con la indiferencia de la policía y, cuando en 1921 la Universidad trató de condenar sus desmanes, Alexandru C. Cuza, decano de su facultad, famoso por su antisemitismo, y otros de sus profesores, le protegieron.

### Asociación con Cuza

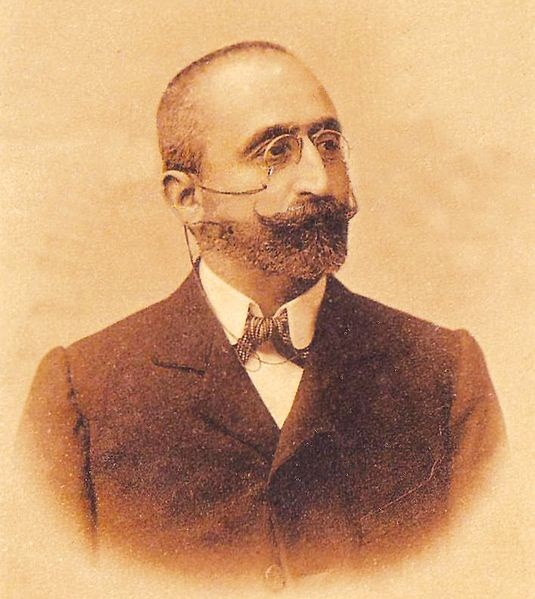
A. C. Cuza, rector de la facultad de derecho de Iaşi, furibundo antisemita y mentor de Codreanu, que fue su seguidor a comienzos de los años veinte.

En junio de 1922 Codreanu, que había pasado a ser presidente de la asociación de alumnos de derecho tras lograr no ser expulsado, obtuvo su grado, y se trasladó brevemente a Jena (Alemania) para estudiar economía política. En esta época su oposición a la izquierda se va transformando en antisemitismo.
En diciembre regresó a Rumanía, donde había surgido un gran movimiento antisemita entre los estudiantes, ante la perspectiva de que la nueva constitución que se estaba redactando concediese los derechos civiles a los judíos. La movilización fracasa en su objetivo y en el verano de 1923 da muestras de menguar. Codreanu decide reavivarla con una serie de atentados contra personalidades del país. El plan de los estudiantes es descubierto por la policía y los conspiradores son arrestados a comienzos de octubre. En marzo de 1924, el juicio se transforma en un acto de propaganda e Ion Moţa, compañero de Codreanu, aumenta la expectación del caso asesinando al supuesto delator en la prisión. Los estudiantes fueron absueltos.
Durante su encarcelamiento Codreanu dijo tener una visión en la capilla de la prisión en la que el arcángel Miguel le animaba a dedicar su vida a Dios, lo que le llevó, a su regreso a Iași, a fundar una organización de jóvenes dedicados al renacimiento nacional, la Hermandad de la Cruz (Frăţia de Cruce). La policía —hasta entonces complaciente con las acciones de Codreanu y sus seguidores— recibió órdenes en sentido contrario; y en la primavera de 1924, desbarató un campo de trabajo a las afueras de Iași, los detuvo y torturó. A finales de octubre el propio Codreanu asesinó al prefecto responsable en medio del juicio de los estudiantes detenidos. Codreanu vuelve a prisión, donde pasa medio año antes de ser de nuevo juzgado. Temeroso de la creciente popularidad de Codreanu, el gobierno decide juzgarlo en el otro extremo del país, pero de nuevo es absuelto por un jurado que presenta su veredicto portando emblemas de la LANC.
A diferencia de otros movimientos de corte fascista desarrollados en esos años en Europa, la Guardia y la Liga adoptaron una postura fuertemente religiosa, con tintes de misticismo, centrada en la defensa de la Iglesia Ortodoxa Rumana y en una concepción medievalista del estado como comunión religiosa; su virulento anticomunismo y antisemitismo derivaban de ella, y garantizaban su apoyo sobre todo en el campesinado.
El 4 de marzo de 1923, Cuza dio forma final a la Liga, y ésta se convirtió en un partido político en el que Codreanu ocuparía el segundo cargo dirigente.
Cuza se incomodó con los métodos violentos de Codreanu y, para evitar la ruptura entre los dos, este y Moţa marchan a Francia. El 14 de junio de 1925 había contraído matrimonio con Elena Ilincu; poco antes de partir a Grenoble para proseguir su doctorado.
Moţa y Codreanu regresan en abril de 1926 para participar en las elecciones, en las que la LANC obtiene 10 diputados pero Codreanu no es elegido. Insatisfecho, acusa a la formación de haberse vendido a judíos. Los activistas, encabezados por Codreanu, se habían convertido en un estorbo para la formación de Cuza, que se estaba escorando hacia un conservadurismo más tradicional. Tras salir derrotado en las elecciones, Codreanu regresa a Francia.

## Ruptura con Cuza y creación de la Legión
En julio de 1926 las relaciones entre Codreanu y Cuza se agrían aún más al reprender aquel a sus diputados más radicales en el parlamento, apoyando al gobierno.
La ruptura se produce en mayo de 1927 al regresar Codreanu a Rumanía. El 24 de junio de 1927, funda un nuevo partido político, la Legión de San Miguel Arcángel (Legiunea Arhanghelului Mihail). Organizada militarmente, a la manera de otros movimientos fascistas, la Legión tenía en Codreanu su "Capitán"; el sentido religioso y la disciplina se sumaba a la organización de milicia para dar forma a un movimiento sumamente compacto pero, en ese momento, minúsculo.
El liderazgo carismático de Codreanu, un hábil propagandista, organizó una amplia red de actividades, enlazando las procesiones religiosas, las marchas militares, el trabajo voluntario en áreas rurales y la elaboración de himnos religioso-políticos para difundir el ideario de la LSMA, opuesto al comunismo, al judaísmo, a la liberalización política y al gobierno parlamentario, al que acusaban de corrupto y clientelista. Su activismo cruzó la frontera hacia la lucha armada en la Pascua de 1930, cuando la Guardia de Hierro —el brazo paramilitar del movimiento— comenzó a ejercer actividades de hostigamiento contra la oposición.

## Crecimiento del movimiento
En 1930 la formación de Codreanu decidió atacar a sus adversarios; realizó asaltos en Besarabia, zona con grandes minorías y amplia población judía. En junio crearon altercados en la zona de Maramureş, región con una gran población judía humilde. Se desencadenó una campaña de amenazas contra la población judía y el Gobierno. La organización contaba en diciembre con unos 6000 seguidores.
En diciembre de 1930, las actividades paramilitares y, en concreto, el disparo contra un director de diario de centroizquierda, llevaron al Consejo de Ministros a tomar la resolución de disolver la organización. Se detuvo a Codreanu y a un numeroso grupo de afiliados y se clausuró el local de la formación en febrero de 1931. Sin embargo, los cargos no pudieron probarse y todos los acusados fueron absueltos, aunque la organización debió cambiar de nombre para evitar la proscripción. En junio de ese año, la Legión se presentó a elecciones parlamentarias con el nombre de Grupo de Cornelio Zelea Codreanu y obtuvo 35 000 votos en algunos distritos de Moldavia y Besarabia, pero sin lograr representación parlamentaria.
En el mes de agosto, y en las elecciones parciales de Neamt, el movimiento resultó primera fuerza en el distrito, consiguiendo 11 300 votos. Codreanu resultó elegido diputado por primera vez; en julio de 1932 la Legión conseguiría otros cinco escaños, tras pobres resultados en 1931 con una estrategia más tradicional. Las nuevas campañas intensivas en los distritos, la confraternización con los campesinos pobres, su ayuda en las labores agrícolas, el aura rebelde de la formación ante el poder y el apoyo de parte de la iglesia surtían efecto. En 1932, en las elecciones convocadas por el conservador y protector de la Guardia Alexandru Vaida-Voevod, el partido dobló sus votos y alcanzó los 70 000.
La violencia de las proclamas de la Legión (llamada ya oficialmente Guardia de Hierro) llevarían al primer ministro Ion Duca a decretar el 10 de diciembre de 1933 la proscripción de la misma. Semanas más tarde, el 29 de diciembre, Codreanu respondería haciendo asesinar a Duca mientras esperaba un tren. En el escándalo subsiguiente, el Gobierno creó un Comité Nacional Antifascista, y disolvió todas las organizaciones vinculadas a la «Guardia».
Codreanu fue absuelto de los cargos por asesinato, y el 5 de junio de 1935 refundó el movimiento como partido Totul pentru Ţară («Todo por la Patria»), bajo la presidencia del general Cantacuzino. Durante esos años redoblaría su acción de base, creando campos de trabajo y abriendo cadenas de pequeños comercios vinculados al partido como medio para obtener fondos y atraer a posibles miembros.

## Enfrentamiento con el rey y muerte

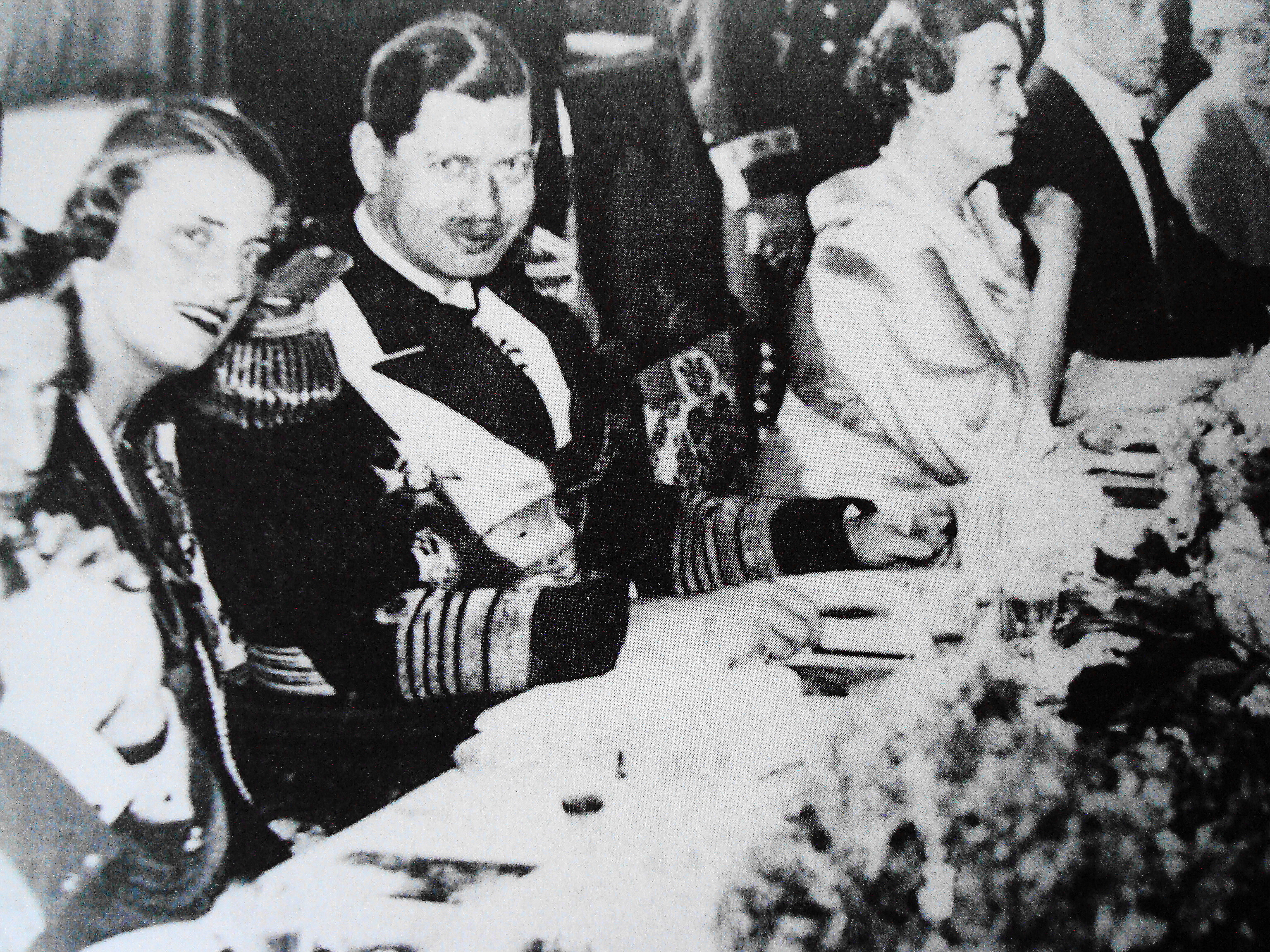
Carol II, tras intentar controlar a Codreanu y su movimiento de masas, ordenó suprimir a Codreanu.

A lo largo de los años de gobierno del liberal Gheorghe Tătărescu se produce un paulatino alejamiento entre el monarca —que había permitido el crecimiento de la Guardia, en parte para desprestigiar el sistema parlamentario— y Codreanu, que no se había dejado controlar por el soberano. En un congreso de estudiantes celebrado en abril de 1936, las amenazas de la Guardia habían llegado hasta la amante del rey, de origen judío. Codreanu se negó a aclarar la situación con el rey. El brutal asesinato de un disidente de la Guardia aparentemente protegido por los círculos palaciegos y la exigencia arrogante de Codreanu al rey de un cambio radical en política exterior en noviembre de 1936 acentuaron el alejamiento entre ambos. El desplante final fue el rechazo de Codreanu a la propuesta del rey en febrero de 1937 de encabezar un gabinete Legionario a cambio de cederle el poder en la Guardia. Comenzó entonces el acoso gubernamental a la formación.
En 1937 logra un gran efecto propagandístico al rubricar un acuerdo de no agresión para las próximas elecciones con la formación de Iuliu Maniu, que le confiere una pátina de respetabilidad. En las elecciones de diciembre de 1937, con más del 15 % de los votos, el TPT se convirtió en el tercer partido más importante de la nación. La situación, sin embargo, era complicada, no habiendo un claro vencedor a pesar del crecimiento de Codreanu.
Tras encargar la formación de un gabinete al ultraderechista monárquico Octavian Goga, el acuerdo entre este y Codreanu hizo que el rey, desconfiando del pacto entre ambos, despidiese a Goga y proclamase una dictadura real en febrero de 1938. El 20 del mismo mes se abolían todos los partidos políticos, incluyendo la formación de Codreanu. Este hubo de plegarse a las disposiciones del gabinete real, disolver su partido, sedes, cooperativas y restaurantes.
Con la situación política fuera de su control, Codreanu regresó a su lado místico y supersticioso, rehuyendo las dificultades reales. El gobierno, temeroso aún de su popularidad, decide acabar con él y monta una campaña de acoso a través del erudito Nicolae Iorga, consejero real. Una dura carta de reproche a este se utiliza para arrestarle.
El 17 de abril Codreanu, junto con casi todos los comandantes legionarios, es detenido y condenado inicialmente a 6 meses de prisión. Vuelto a juzgar, el 27 de mayo se le condena a diez años de trabajos forzados por «el crimen de traición y humillación contra el orden social y por crimen de rebeldía». Conducido a la fortaleza-prisión de Jilava, se le trasladó poco después a la cárcel de Rimnicul-Sarat. Codreanu se halla ya enfermo de tuberculosis y se entrega a la oración, acentuándose aún más su misticismo; declara que ve a Jesucristo y a los muertos de la Guardia en su celda.
La campaña de atentados de la Guardia, la delicada situación internacional, desfavorable para Rumanía (sometimiento de Checoslovaquia, devolución de territorios a Hungría en el Primer arbitraje de Viena) y la inquietante entrevista de Carol con Hitler el 24 de noviembre, hacen que este decida reforzar su poder en el país eliminando a Codreanu.
El mismo día exmiembros de la Guardia asesinaron a un pariente del ministro de Interior Armand Calinescu para intimidar al gobierno. El 30 de noviembre de 1938 por la noche, en un traslado simulado, Codreanu y otros trece legionarios fueron estrangulados y tiroteados para simular una fuga. La explicación oficial afirmó que cayeron en un tiroteo al intentar escapar.
El movimiento de Codreanu quedó descabezado y tras la eliminación de casi todo el resto de su cúpula, pasó a ser dirigido por personajes secundarios de la formación. Los disturbios subsiguientes llevaron al asesinato de Armand Călinescu, que había dirigido el asesinato de Codreanu como ministro del Interior y hombre fuerte del régimen real, casi un año después, y a la violenta represión del gobierno contra los legionarios. Líderes siguientes de la Guardia elevaron a Codreanu al estatus de mártir, y hoy lo consideran —aunque sin apoyo oficial de la Iglesia— un mártir de la Ortodoxia Rumana.

## Escritos
- Antonio Bouthelier y Corneliu Zelea Codreanu Para los legionarios: guardia de hierro, Editora Nacional, 1941.
- Codreanu, Corneliu. GUARDIA DE HIERRO. 1972. Munich.
- Codreanu, Corneliu. DIARIO EN LA CARCEL. Bs As.